# Emanuel Christian Ripa
Emanuel Christian Ripa, född 15 december 1842, död 23 juni 1921 i Göteborg, var en svensk dekorationsmålare, målare och målarmästare.
Han var son till mönsterskrivaren Johannes Magnus Ripa och Kristina Månsson. Ripa var en skicklig kopist och kopierade tavlor från bland annat Göteborgs museum. Men han fick en fix ide om att hans kopierade målningar hade samma ekonomiska värde som originalet och att han var en konstnär av samma klass som originalens mästare. Detta förvred i någon mån Ripas syn på sig själv.   